# Lodewijk Frans I van Bourbon-Conti
Lodewijk Frans I van Bourbon, Frans: Louis François de Bourbon-Conti (Parijs, 13 augustus 1717 – aldaar, 2 augustus 1776) was de prins van Conti van 1727 tot zijn dood. Hij was de opvolger van zijn vader, prins Lodewijk Armand II. Zijn moeder was prinses Louise Elisabeth van Bourbon. Hij was een lid van de Franse koninklijke familie, het huis Bourbon, en daardoor had hij ook de titel prins van het Eerste Bloed.

## Leven
In 1731 trad Lodewijk Frans I in het huwelijk met zijn nicht, prinses Louise Diane van Orléans, de jongste dochter van hertog Filips II van Orléans, de regent van Frankrijk, tijdens de minderjarigheid van koning Lodewijk XV van Frankrijk. In datzelfde jaar stond hij het prinsdom Orange definitief af aan de koning van Frankrijk. In 1736 stierf Louise Diane tijdens een bevalling.
Lodewijk Frans kreeg een belangrijke positie in het leger en had een goede carrière opgebouwd. Toen in 1741 de Oostenrijkse Successieoorlog uitbrak, vergezelde hij de hertog van Belle-Isle naar Bohemen. Dankzij zijn verdiensten daar, kreeg hij het bevel over het leger in Italië. Hij onderscheidde zich door het winnen van de slag bij Villafranca en het winnen van de Slag bij Coni in 1744.

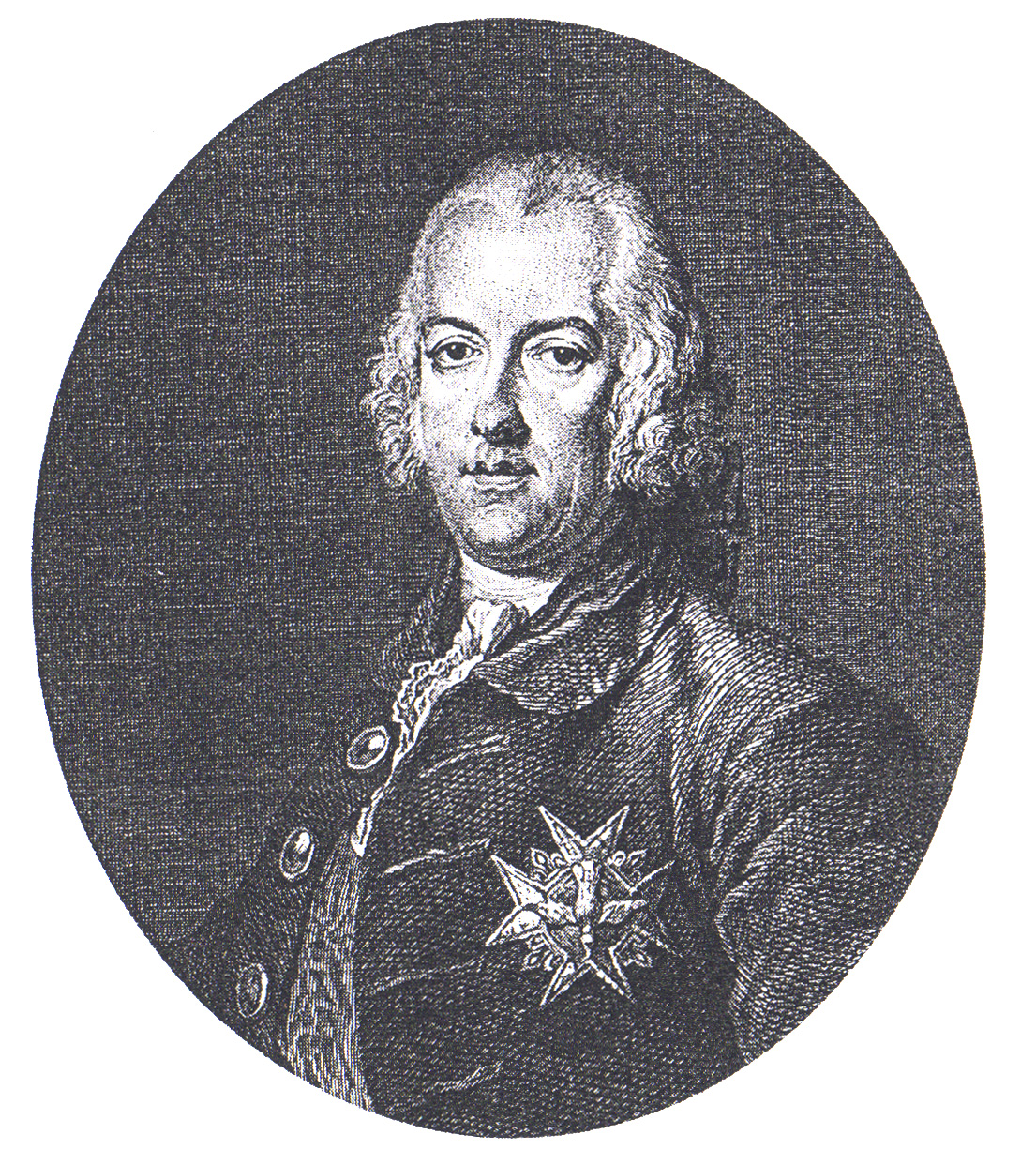
Prins Lodewijk Frans I, op latere leeftijd

In 1745 werd hij naar de Duitse landen gestuurd om daar de Oostenrijkers te controleren. In 1746 werd hij naar de Nederlanden gestuurd; daar raakte hij verstrikt in enkele conflicten met maarschalk Maurits van Saksen. Dit leidde tot zijn ontslag in 1747. In datzelfde jaar bood een delegatie van Poolse edelen hem de kroon van Polen aan. Dit omdat werd verwacht dat koning Augustus III niet lang meer zou leven. Conti was in staat om de Poolse kroon te winnen, vooral omdat hij de persoonlijke steun had van koning Lodewijk XV van Frankrijk voor zijn kandidatuur. De ministers van de koning wilden echter het regerende Huis van Saksen op de troon in Polen. Dit kwam onder andere ook omdat de schoondochter van Lodewijk XV, Maria Josepha van Saksen was, dochter van de zieke koning Augustus. Als gevolg van dit conflict begon Lodewijk XV geheim overleg met zijn ambassadeurs bij bepaalde invloedrijke buitenlandse hoven. Zij stonden lijnrecht tegenover de officiële bevelen. Het systeem staat ook wel beter bekend als het Secret du Roi.
Hoewel Lodewijk Frans de Poolse troon niet kon bemachtigen, kon hij nog steeds rekenen op het vertrouwen van de koning tot 1755, toen zijn invloed werd vernietigd door de intriges van de maîtresse van koning Lodewijk, Madame de Pompadour. Zijn relatie met koning Lodewijk verslechterde erg. Toen de Zevenjarige Oorlog uitbrak in 1756, werd Lodewijk Frans het bevel geweigerd over het leger van de Rijn. Boos begon hij zich tegen de koninklijke regering te verzetten. Dit leidde tot de bijnaam "mijn neef, de advocaat", die koning Lodewijk hem gaf.
Op 18 juli 1760 verwierf Lodewijk Frans - na een verbeten strijd met Madame de Pompadour - de wijngaard La Romanée en verbond er zijn eigen naam aan: La Romanée-Conti. Hij hield de volledige opbrengst voor zichzelf, waardoor de wijn een mythische status kreeg.
In 1771 nam Conti de leiding in zijn verzet tegen kanselier Maupeou. Hij steunde de parlementen tegen de regering en was vooral vijandig tegenover Anne Robert Jacques Turgot. Als gevolg van de intensiteit van zijn gevoelens tegen de regering, werd hij verdacht van medeplichtigheid aan een opstand die plaatsvond in Dijon in 1775.
Lodewijk Frans had de literaire smaak van zijn vader geërfd. Hij steunde Jean-Jacques Rousseau, die in zijn kasteel in Trie-Château woonde.

## Kinderen
Uit zijn huwelijk met prinses Louise Diane van Orléans werd één kind geboren:
- Lodewijk Frans (1 september 1734 - 13 maart 1814), hij trad in het huwelijk met Maria Fortunata d'Este van Modena, een dochter van hertog Francesco III d'Este en hertogin Charlotte Aglaë van Orléans.